# Baumschule Bischweiler
Baumschule Bischweiler is een boomkwekerij van de plantsoenendienst (Gartenbauamt) van de stad München in de wijk Untergiesing. De plantsoenendienst kweekt er vaste planten, heesters en bomen voor de groene openbare ruimten van de stad. De kwekerij is gespecialiseerd in de teelt van sier- en klimheesters, vooral die met opmerkelijke bloemen, vruchten en kleuren. Meer dan de helft van het terrein is sinds geruime tijd zelf een groene openbare ruimte die bekend staat als de Themengärten an der Sachsenstraße. De oudste en bekendste van deze thematuinen is de rozentuin. Het parkachtige terrein is een populair lokaal recreatiegebied geworden.

## Locatie
Baumschule Bischweiler ligt op de rechter oever van de rivier de Isar tussen het openluchtzwembad Schyrenbad en de Braunau-spoorbrug over de Isar. Ze maakt deel uit van een groene zoom die van de parken bij het Maximilianeum en het cultureel centrum Gasteig via de Frühlingsanlagen naar de zuidelijke Isarparken en de dierentuin Hellabrunn loopt. Deze groene zoom maakt deel uit van het beschermd landschapsgebied 'Isarauen' in München. De boomkwekerij wordt in het noordoosten begrensd door de Sachsenstraße en in het zuidwesten door de vloeddijk van de gerenatureerde Isar. De beek Freibadbächl stroomt door het gebied. Aan de Sachsenstraße staat een klein huis met mansardedak dat onder monumentenzorg valt en volledig wordt omringd door het terrein van de boomkwekerij. Tegenover de kwekerij aan de andere kant van de Sachsenstraße ligt het zuidelijke depot, het oudste nog bewaard gebleven terrein van het gemeentelijke afvalverwerkingsbedrijf met de onder monumentenzorg vallende directeursvilla.

## Geschiedenis
De stadskwekerij van München had van 1841 tot 1896 op het Isar-eiland Kalkofeninsel een boomkwekerij. Toen daar het Müllersche Volksbad moest worden gebouwd, werd van 1897 tot 1901 ten zuiden van het openluchtzwembad Schyrenbad het terrein langs de Isar met een één meter dikke laag aarde opgehoogd. In 1901 werd daar de nieuwe boomkwekerij aangelegd volgens de plannen van de toenmalige directeur van de stadstuinen Jakob Heiler. De structuur en het padennetwerk van de kwekerij zijn sinds de oprichting hetzelfde gebleven. De naam Baumschule Bischweiler komt van de niet meer bestaande Bischweilerstraße, die tussen het openluchtzwembad en de Isar lag en naar de boomkwekerij voerde.

## Thematuinen

### Rozentuin

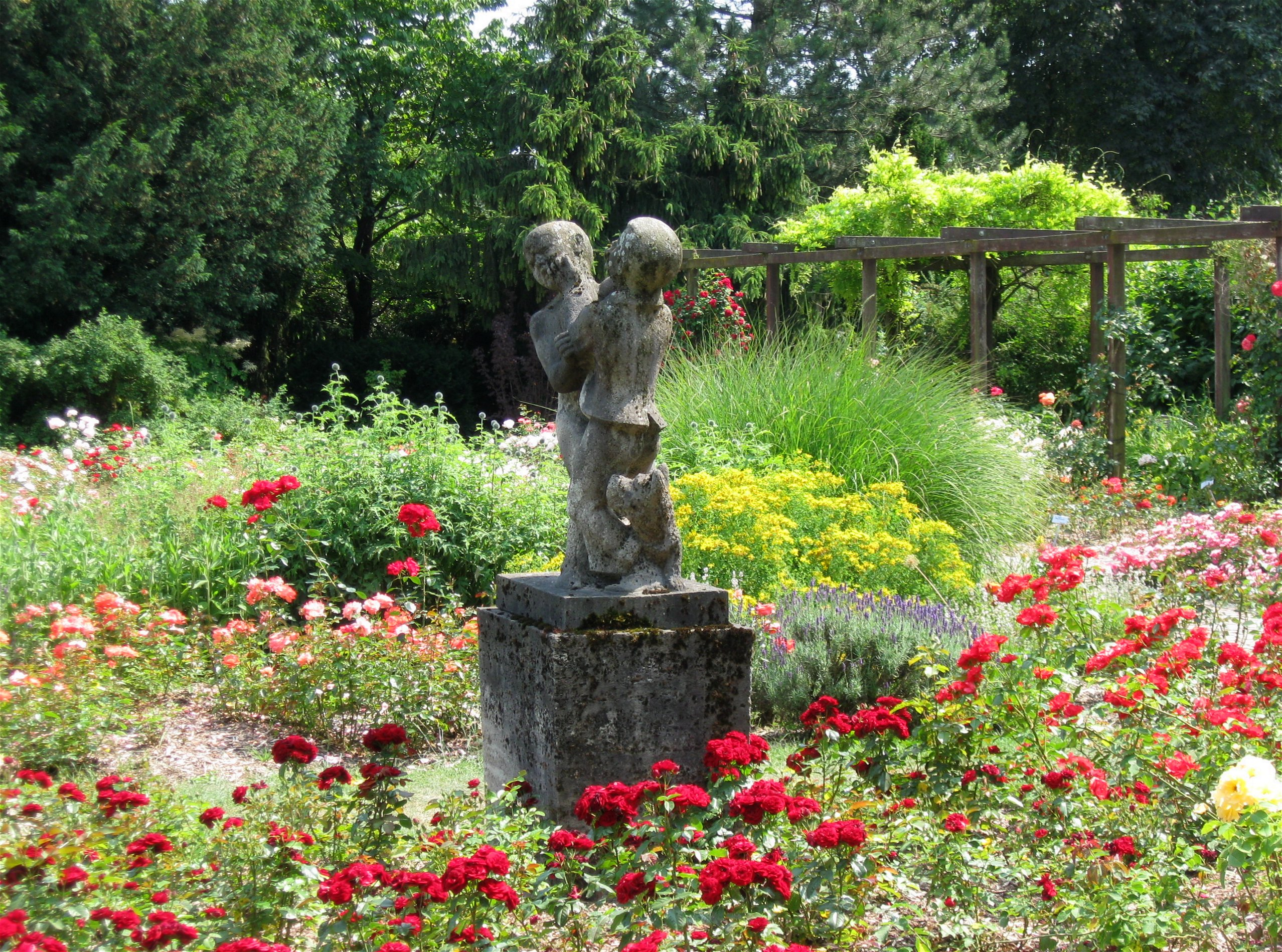
De rozentuin

De rozentuin met een oppervlakte van ongeveer 4500 vierkante meter bevat ongeveer 200 verschillende soorten rozencultivars en 8500 exemplaren. Sinds 1955 worden op ongeveer een derde van het gebied permanente proeven gedaan om te bepalen welke rozen geschikt zijn voor de stadsparken. Op informatieborden wordt uitgelegd wat het verschil is tussen perkrozen, struikrozen, klimrozen en bodembedekkende rozen.

### Voormalige seringentuin

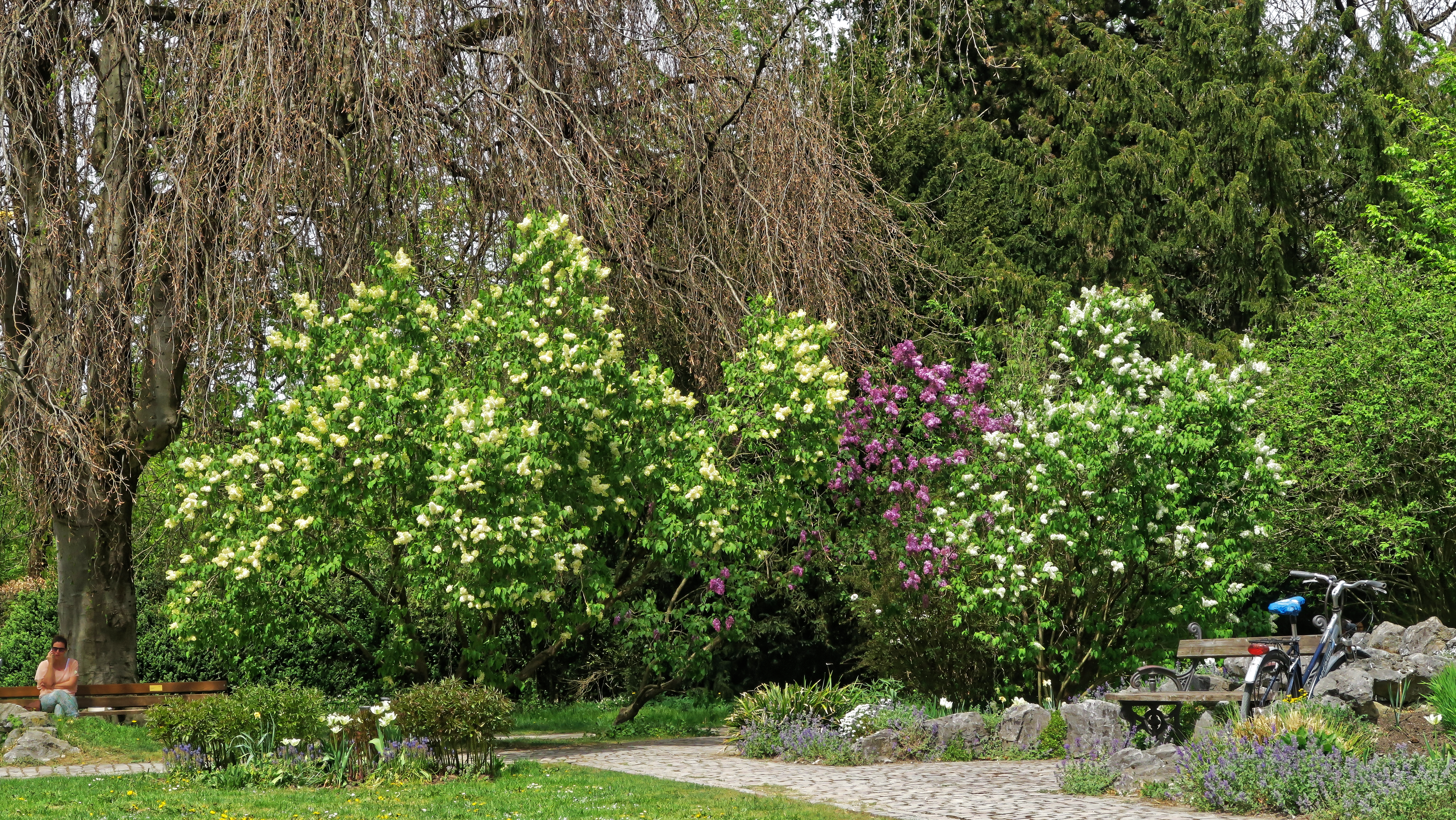
Historische soorten seringen

In de seringen tuin stonden seringen die in de kwekerij waren gekweekt uit historische collecties. De meeste van deze 19e-eeuwse cultivars kwamen uit Frankrijk. Helaas bestaat de seringen tuin niet meer; de struiken staan nu verspreid elders in de tuin. De voormalige seringentuin wordt nu gebruikt om planten te kweken voor groenstroken. Protesten van bezoekers hadden geen succes. 

### Ruiktuin
De ruiktuin ligt aan de achterkant van de zuidelijke zijvleugel van het gebouw van het aangrenzende sportcentrum. Hier bevinden zich sterk geurende planten zoals wilde rozen, citrusboompjes, daglelies, vanillebloemen (Heliotropium arborescens), jasmijn (Jasminum) en engelentrompetten (Brugmansia). Vroeger stond hier ook een brede ijzeren bloempottrap met een verzameling geurpelargoniums.

### Tasttuin voor blinden
In de blindentuin staan grote, stenen bakken met geneeskrachtige en wilde planten zoals smeerwortel, gentiaan, wilde gagel en daslook. De beplanting verandert per seizoen. De planten mogen worden aangeraakt en hebben beschrijvingen in brailleschrift.

### Giftige plantentuin

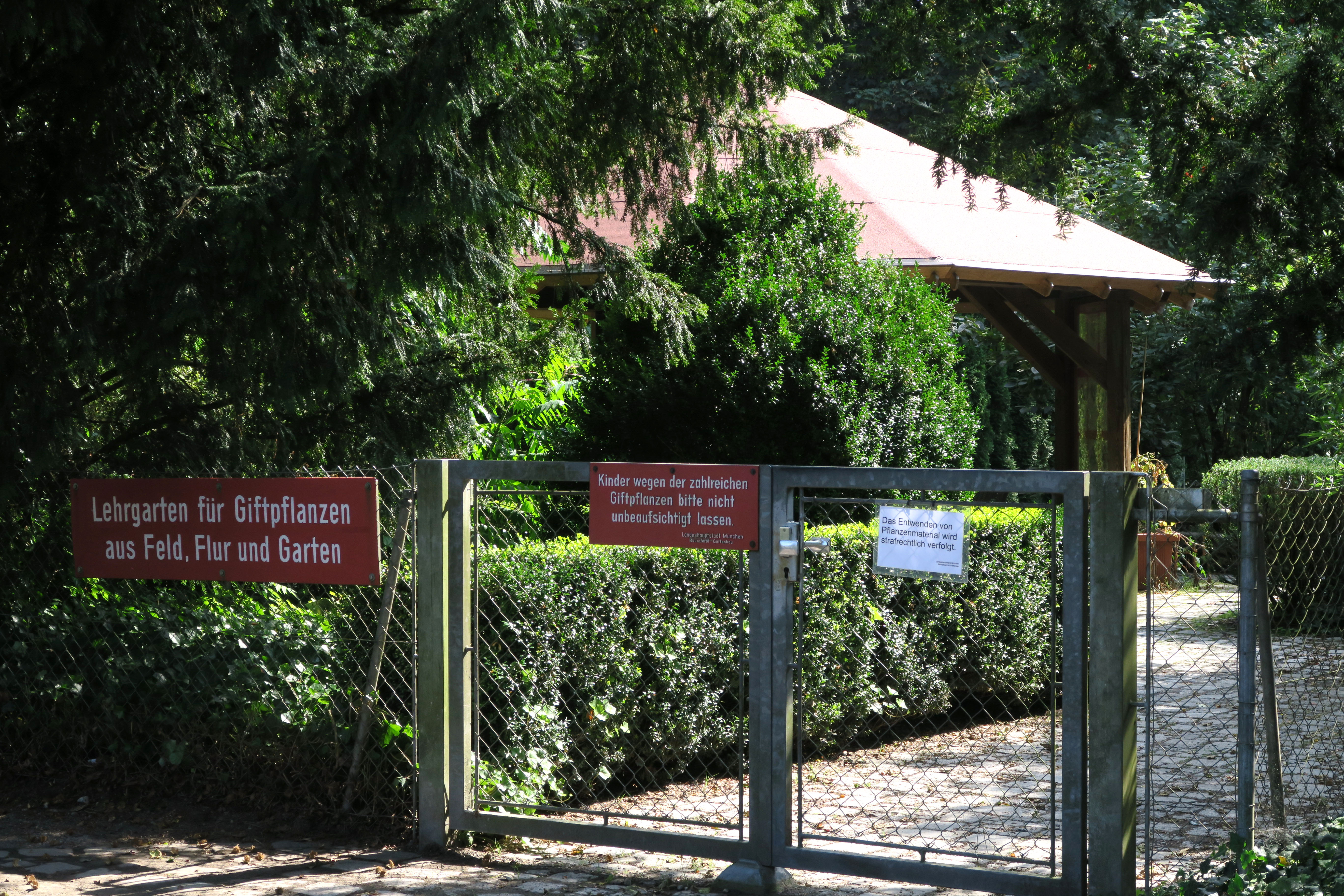
Ingang naar de giftige plantentuin

De giftige plantentuin is een educatieve tuin met giftige planten die van informatieborden zijn voorzien. De tuin is omheind en het wordt aanbevolen om kinderen hier niet zonder toezicht achter te laten. De tuin bevat ook enkele zeer giftige soorten, waarvan consumptie kan leiden tot een acute ademhalingsverlamming. In een paviljoen hangen tekeningen van de bloemen, bladeren en vruchten van de giftige planten.

### Bomenpad
De thematuinen werden in 2010 uitgebreid met een aangrenzend terrein dat tot 2007 werd gebruikt door het afvalverwerkingsbedrijf van München. In dit uitbreidingsgebied is een educatief bomenpad aangelegd met een aantal exotische boomsoorten. Het uitbreidingsgebied is verbonden met de andere thematuinen via een nieuw gebouwde brug over de gerenatureerde en opnieuw toegankelijke beek Freibadbächl.

### Ecologisch project

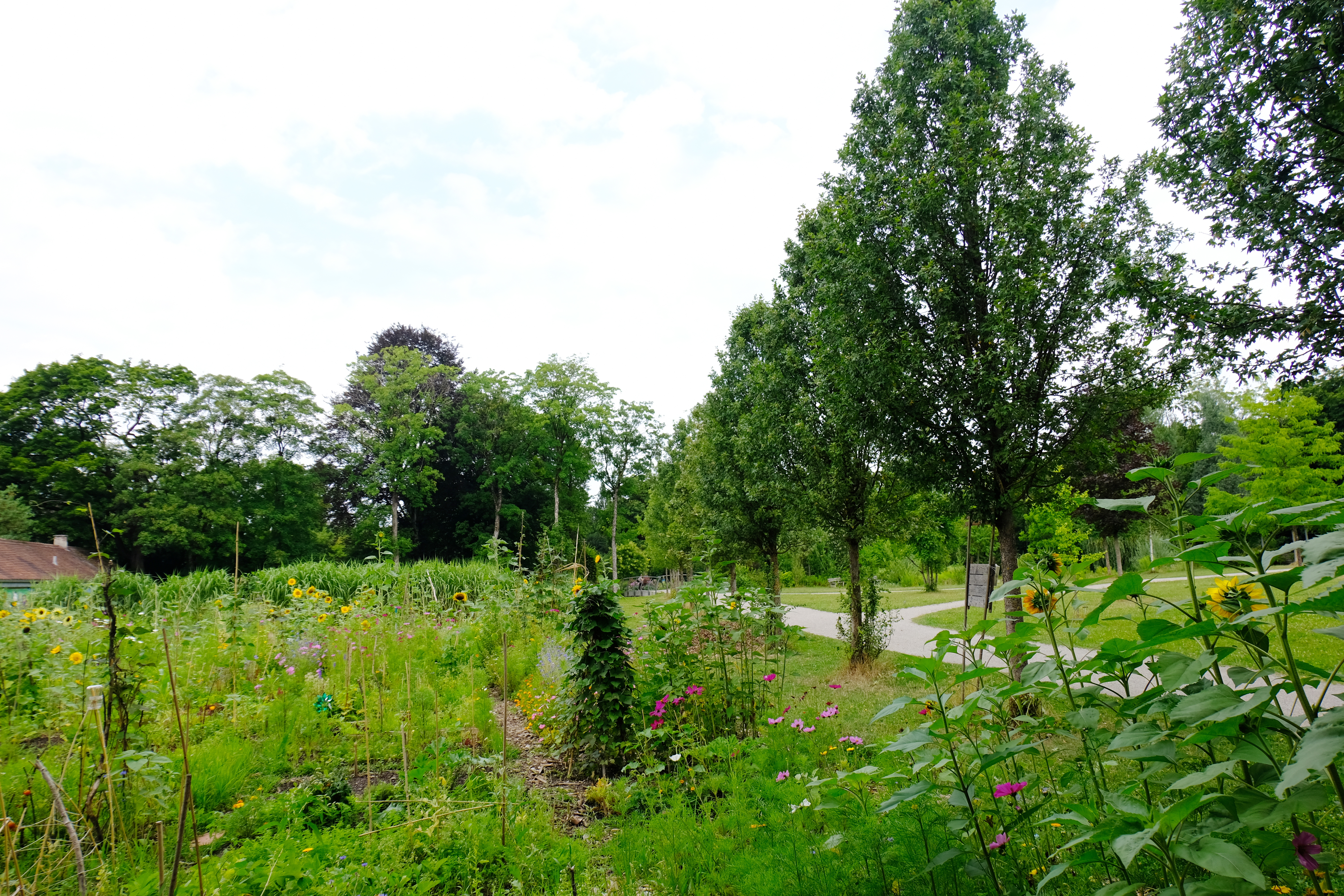
Plantenbedden van het project 'Essbare Stadt'

Een ander deel van het uitbreidingsgebied wordt door de milieuorganisatie Green City e.V. uit München gebruikt voor haar project 'Essbare Stadt'. De stad München stelt geïnteresseerde burgers een bed van twee vierkante meter ter beschikking voor het kweken van eenjarige gewassen en sierplanten voor eigen gebruik. Bloemen, sla, groenten en kruiden worden biologisch geteeld zonder kunstmest en pesticiden door combinatieteelt toe te passen. In 2019 werden voor het eerst 150 van deze plantenbedden aangelegd.